# دن هندرسون
دن هندرسون (انگلیسی: Dan Henderson؛ زادهٔ ۲۴ اوت ۱۹۷۰) یک ورزشکار اهل ایالات متحده آمریکا است.